# Хондросаркома
Хондросаркома — злоякісна мезенхімальна пухлина, що бере початок з хрящової тканини. Складає близько 10 % усіх злоякісних пухлин хрящової та кісткової тканин.
Класифікують по локалізації:
- Центральну (кістковомозкову)
- Переферичну (юкстакортикальну) форми.

А також первинну та вторинну хондросаркоми — вторинна розвивається з попередньоіснуючих доброякісних пухлин, в основному з енхондром та остеохондром (особливо множинних)
Патоморфологія.
- Макроскопічно гомогенна тканина блакитно-сірого кольору, часточкової будови, різних розмірів вузли часто розділені вузькими смугами фіброзної тканини, вогнища міксоматозних змін, звапніння, некрозів.
- Мікроскопічно. Хондроїдний матрикс, в якому розташовані хрящові клітини різного ступеня диференціювання і атипії, мітози не численні (деякі атипові), двоядерні і багатоядерні клітини, міксоматозні зміни. Хондроцити шикуються пучками або групами, ядра дещо збільшені, іноді химерної форми. Матрикс варіює від зрілого гіалінового хряща до міксоіднаї строми. Мітози не визначаються в хондросаркомі I, виявляються в хондросаркомі II і численні в хондросаркомі III ступеня злоякісності. У краях пухлина вростає в костномозковий простір, поширюючись між кістковими трабекулами, при руйнуванні кортикальної пластинки відбувається проростання пухлини в прилеглі м'які тканини.

Диференціальна діагностика. Хондрома, хондроміксоідная фіброма, хондробластичний варіант остеосаркоми, хондроідна хордома.
| захворювання | Це незавершена стаття про хворобу, синдром або розлад. Ви можете допомогти проєкту, виправивши або дописавши її. |